# لورانس كلارك (منافس ألعاب قوى)
لورانس كلارك (بالإنجليزية: Lawrence Clarke) هو منافس ألعاب قوى بريطاني، ولد في 12 مارس 1990 في لندن في المملكة المتحدة.

## وصلات خارجية
- لورانس كلارك على موقع الاتحاد الدولي لألعاب القوى (الإنجليزية)
- لورانس كلارك على موقع أوليمبيديا (الإنجليزية)
- لورانس كلارك على موقع اللجنة الأولمبية البريطانية (الإنجليزية)
- لورانس كلارك على موقع اتحاد ألعاب الكومنولث (مؤرشف) (الإنجليزية)